# Kemptweiher
Der Kemptweiher ist ein 1888 angelegter Weiher zwischen Winterthur und Kemptthal, der mittels Kanälen von der Kempt gespeist wird.

## Geschichte
Der Kemptweiher wurde im Jahr 1888 als Wasserspeicher für die Steigmühle angelegt. Für diesen Zweck wurde der Weiher bis 1964 gebraucht, als die Steigmühle einem Brand zum Opfer fiel. Die neue, zwei Jahre danach aufgebaute Mühle wurde elektrisch betrieben. Der Weiher wurde darauf von der Stadt Winterthur gekauft und zum Naturschutzgebiet erklärt. Im Jahr 2000 wurde als Folge der Waldeggsee-Initiative das Baden im Kemptweiher erlaubt.